# 胡贝特·斯克日普恰克
胡贝特·斯克日普恰克（波蘭語：Hubert Skrzypczak，1943年9月29日—），波兰男子拳击运动员。他曾代表波兰参加1968年夏季奥林匹克运动会拳击比赛，获得男子48公斤级铜牌。